# Lecanora tropica
Lecanora tropica är en lavart som beskrevs av Zahlbr. Lecanora tropica ingår i släktet Lecanora och familjen Lecanoraceae.   Inga underarter finns listade i Catalogue of Life.